# Дубривный, Владлен Александрович
Владлен Александрович Дубривный (16 августа 1925, Николаев — 24 августа 2003, Саратов) — советский и российский правовед, кандидат юридических наук, профессор Саратовской государственной академии права, специалист по уголовно-процессуальному праву, участник Великой Отечественной войны, Заслуженный юрист Российской Федерации.

## Биография
Владлен Александрович Дубривный родился 16 августа 1925 год в городе Николаеве, в семье рабочего Александра Ефимовича Дубривного (1904—1941). Старший политрук А. Е. Дубривный погиб на фронте в октябре 1941 года.
- 1933 год — 1943 год — учёба в школе. Переезд из Николаева в Одессу, а затем в Кировоградскую область.
- 1941 год — эвакуация в Сосновский район Челябинской области.
- 15 января 1943 года — призван в армию и направлен в качестве курсанта в 7-й учебный воздушно-десантный полк.
- апрель 1943 года — август 1943 года — стрелок 9-го запасного полка резерва Ставки Главнокомандующего;
- август 1943 года — октябрь 1944 года — направлен на 2-й Украинский фронт, где воевал автоматчиком в составе 10-й гвардейской механизированной бригады
- октябрь 1944 года — направлен на обучение во 2-е Ростовское училище самоходной артиллерии.
- 1945 год — переведен во 2-е Казанское танковое училище.
- декабрь 1946 года — демобилизован в звании гвардии рядового.
- январь 1947 года — март 1947 года — работа библиотекарем тюремной библиотеки в г. Новгород-Северске Черниговской области.
- 1947 год — 1951 год — учёба в Саратовском юридическом институте им. Д. И. Курского.
- июль 1951 года — март 1952 года — следователь прокуратуры Фрунзенского района г. Саратова.
- март 1952 года — октябрь 1958 года — старший следователь прокуратуры г. Саратова.
- октябрь 1958 года — август 1965 года — старший следователь прокуратуры Саратовской области.
- 1959 год — 1964 год — обучение в заочной аспирантуре по кафедре уголовного процесса Саратовского юридического института им. Д. И. Курского.
- октябрь 1964 года — защита диссертации на соискание учёной степени кандидата юридических наук на тему «Потерпевший на предварительном расследовании в советском уголовном процессе» под руководством доктора юридических наук, профессора Альтера Львовича Цыпкина.
- 1965 год — уволен из органов прокуратуры имея классный чин советника юстиции.
- август 1965 года — 24 августа 2003 года — работа в Саратовской государственной академии права на кафедре уголовного процесса.
- февраль 1969 года — присвоено звание доцента.
- май 2000 года — присвоено звание профессора.

Умер 24 августа 2003 года в Саратове в результате обширного инфаркта. Похоронен на Еврейском кладбище города Саратова.

## Семья
- Отец — Александр Ефимович Дубривный (1904—1941), партийный работник.
- Мать — Лидия Васильевна Дубривная, юрист, прокурорский работник.
- Жена — Александра Самойловна Дубривная (в девичестве Семеновская).
  - Дочь — Лариса Владленовна Дубривная (род. 1950).
  - Сын — Вадим Владленович Дубривный (1 ноября 1960 — 15 октября 2020[2]), юрист, управляющий Саратовским региональным отделением Фонда социального страхования РФ[3][4].
    - Внук — Филипп Вадимович Дубривный, юрист.
    - Внучка - Овчинникова Ольга Владимировна (6 сентября 1986 г.), юрист.
    - Внук - Овчинников Антон Владимирович (17 февраля 1973 г.)

## Награды
- Орден Отечественной войны II степени
- Медаль «За отвагу»
- Медаль «За победу над Германией в Великой Отечественной войне 1941—1945 гг.»
- Медаль Жукова
- Заслуженный юрист Российской Федерации (1997)[5]
- Нагрудный знак «Почётный работник прокуратуры Российской Федерации»

## Избранные публикации

### Авторефераты диссертаций
- Дубривный В. А. Потерпевший на предварительном расследовании в советском уголовном процессе. Автореф. дис. … канд. юрид. наук. — Саратов: Издательство Саратовского юридического института им. Д. И. Курского, 1964. — 16 с.

### Книги, монографии, учебные пособия
- Дубривный В. А. Потерпевший на предварительном следствии в советском уголовном процессе / общ. ред. А. Л. Цыпкин. — Саратов: Приволжское книжное издательство, 1966. — 100 с.
- Акинча Н. А., Дубривный В. А., Каз Ц. М., Назаров В. В., Познанский В. А., Суркова А. П., Цыпкин А. Л., Чеканов В. Я. Учебно-методическое пособие по советскому уголовному процессу. — Саратов: Издательство Саратовского юридического института им. Д. И. Курского, 1968. — 184 с.
- Акинча Н. А., Дубривный В. А., Каз Ц. М., Познанский В. А., Цыпкин А. Л. Советский уголовный процесс. Часть общая: Учебное пособие. — Саратов: Издательство Саратовского университета, 1968. — 157 с.
- Акинча Н. А., Дубривный В. А., Познанский В. А., и др. Учебные задания по советскому уголовному процессу / общ. реб. В. А. Познанский. — Саратов: Издательство Саратовского университета, 1983. — 116 с.
- Дубривный В. А., Чеканов В. Я. Деятельность следователя по расследованию преступлений. Общая характеристика. Цели. Действия / общ. ред. В. Я. Чеканов. — Саратов: Издательство Саратовского университета, 1987. — 96 с.
- Акинча Н. А., Дубривный В. А., Каз Ц. М., Корнуков В. М., Лавринович О. И., Лазарев В. А., Ландо А. С., Маслов А. Г., Никитина Л. В., Николаева Т. П., Познанский В. А., Соколов А. Ф., Холоденко В. Д., Чеканов В. Я., Шишанова В. А. Советский уголовный процесс. Вопросы Особенной части / общ. ред. В. М. Корнуков. — Саратов: Издательство Саратовского университета, 1988. — 200 с.
- Дубривный В. А. Практикум по уголовному процессу: Предварительное следствие: Учебно-методическое пособие. — Саратов: Издательство Саратовской государственной академии права, 1995. — 56 с.
- Беседин А. В., Дубривный В. А., Корнуков В. М., Лазарев В. А. Российский уголовный процесс. Часть 1. Учебное издание / общ. ред. В. М. Корнуков. — Саратов: Издательство Саратовской государственной академии права, 1998. — 142 с. — ISBN 5792400431.

### Статьи
- Дубривный В. А., Корнуков В. М., Манова Н. С. Обеспечение прав личности в стадии возбуждения уголовного дела // Вестник Саратовской государственной академии права : журнал. — Саратов: Издательство Саратовской государственной академии права, 1995. — № 2. — С. 41—48.
- Дубривный В. А., Корнуков В. М., Лазарев В. А., Манова Н. С., Никитина Л. В., Холоденко В. Д. Проект Уголовно-процессуального кодекса Российской Федерации, подготовленный Министерством юстиции РФ, 1994 г. // Вестник Саратовской государственной академии права : журнал. — Саратов: Издательство Саратовской государственной академии права, 1995. — № 2. — С. 154—162.
- Акинча Н. А., Дубривный В. А., Каз Ц. М., Познанский В. А., Цыпкин А. Л., Чеканов В. Я. Монография по теории доказательств: Теория доказательств в советском уголовном процессе (Часть общая)/ Под ред. Н. В. Жогина. — М., 1966. — 584 с. (Рецензия) // Советское государство и право : журнал. — М.: Наука, 1967. — № 10. — С. 148—150.